# Ståle Solbakken
Ståle Solbakken (født 27. februar 1968) er en norsk fodboldtræner og tidligere fodboldspiller. Han er i dag landstræner for det norske fodboldlandshold og har tidligere bl.a. været træner og manager for FC København. 
Som fodboldspiller spillede Solbakken for bl.a. Wimbledon, AaB og FCK. Udover trænerjobbet i FCK har Ståle Solbakken været cheftræner i FC Köln og Wolverhampton. Solbakken er med sine 8 DM-titler den mest vindende træner i Superligaens historie.

## Karriere som fodboldspiller
Som fodboldspiller har Ståle Solbakken bl.a. spillet i FC København, AaB og Wimbledon F.C. samt adskillige landskampe for Norge. Ståle Solbakken kom til AaB fra Wimbledon, hvorefter han skiftede til hovedstadsklubben FC København. Hans karriere i FCK blev der dog sat en brat stopper for, da han en dag på træningsbanen faldt om med hjertestop. Heldigvis for Ståle Solbakken var FCKs læge Frank Odgaard på træningsanlægget den dag uheldet skete og kunne efter en dramatisk redningsaktion genoplive Ståle Solbakken. Efter dette uheld var Ståle Solbakken nødt til at stoppe sin karriere som professionel fodboldspiller, hvorefter han kastede sig over trænergerningen.

## Karriere som fodboldtræner
Ståle Solbakken har trænet Norges U21-landshold, været assistenttræner for Norges A-landshold, samt cheftræner i HamKam.

### FC København
Han var fra januar 2006 ansat som cheftræner i FC København. Under Ståle Solbakken har FC København hjemført det "skandinaviske mesterskab", ved for anden gang at vinde Royal League. Endvidere har FC København vundet det danske mesterskab, samt for første gang kvalificeret sig til Champions League, som klubben deltog i med (efter dansk målestok) stor succes. Således hentede klubben hele 7 points i de seks kampe mod Benfica (0-0, 1-3), Celtic FC (0-1, 3-1) og Manchester United (0-3, 1-0).
D. 7. december 2010 efter en sejr på 3-1 over Panathinaikos gik FC København videre fra Champions League gruppespillet og Ståle Solbakken er således den første træner der har ført et dansk hold videre fra gruppespillet.

### Mellem-periode
3. november 2009 blev Ståle Solbakken præsenteret som kommende norsk landstræner fra 1. januar 2012. Han nåede aldrig at tiltræde som landstræner, da han 14. maj 2011 meddelte at han fra sommeren 2011 tiltrådte som klubtræner for den tyske klub FC Köln. Karrieren i Köln blev dog bragt til ophør i april 2012 efter en række skuffende resultater for klubben.
Den 11. maj 2012 skrev Solbakken kontrakt med engelske Wolverhampton Wanderers F.C., men efter en række skuffende resultater for klubben, blev Solbakken den 5. januar 2013 fyret.

### Tilbage til FC København
Den 21. august 2013 offentliggjorde FC København at de fyrede Ariel Jacobs på grund af svigtende sportslige resultater, og i stedet ansatte man Ståle Solbakken.
2. maj 2014 blev Solbakken forfremmet til manager for FC København i forbindelse med at sportsdirektør Carsten V. Jensen blev afskediget. I april 2015 blev kontrakten forlænget til udløb i sommeren 2018. Kontrakten blev senere igen forlænget. Efter svingende resultater i 2020, blev Solbakken fyret i oktober 2020.

## Eksterne links
- Wikimedia Commons har flere filer relateret til Ståle Solbakken
- Ståle Solbakkens opslag i Munzinger Sportsarchiv (tysk)
- Ståle Solbakkens spillerprofil hos FIFA (engelsk)
- Ståle Solbakkens spillerprofil hos UEFA (engelsk)
- Ståle Solbakkens spillerprofil hos Norges fodboldforbund (norsk)
- Ståle Solbakkens profil hos EU-football.info (engelsk)
- Ståle Solbakkens spillerprofil på Transfermarkt (engelsk)
- Ståle Solbakkens trænerprofil på Transfermarkt (engelsk)
- Ståle Solbakkens spillerprofil på national-football-teams.com (engelsk)
- Ståle Solbakkens profil på WorldFootball.net (engelsk)
- Ståle Solbakkens profil hos FootballDatabase.eu (engelsk)